# Non ti accorgevi di me
Non ti accorgevi di me è un brano di Adriano Celentano, scritto da Giuliano Sangiorgi (musica e testo) estratto come primo singolo dall'album Facciamo finta che sia vero del 2011. Il singolo è stato reso disponibile per la trasmissione radiofonica e per il download digitale il 21 ottobre 2011. Alla registrazione del brano hanno preso parte i Negramaro.

## Tracce
Download digitale
1. Non ti accorgevi di me - 3:10

## Formazione
- Adriano Celentano - voce
- Giuliano Sangiorgi – voce, chitarra, pianoforte
- Emanuele Spedicato – chitarra
- Ermanno Carlà – basso
- Andrea Mariano – pianoforte, tastiera, sintetizzatore
- Andrea De Rocco – campionatore